# Гней Лукреций Трион
Гней Лукреций Трион (на латински: Gnaeus Lucretius Trio) от фамилията Лукреции, е магистър на Монетния двор на Римската република. През 136 пр.н.е. той сече денари в републиканския Рим.